# Raïon d'Oujhorod
Le raïon d'Oujhorod (en ukrainien : Ужгородський район) est un raïon (district) dans l'oblast de Transcarpatie en Ukraine.
Avec le réforme administrative de 2020, le nouveau raïon est créé et absorbe les anciens raïon d'Uzhhorod, de Velyky Berezny, Perechyn et de Moukatchevo.

## Lieux culturels
La forteresse d'Oujhorod et son musée, l'église Saint-Michel de Vichka.

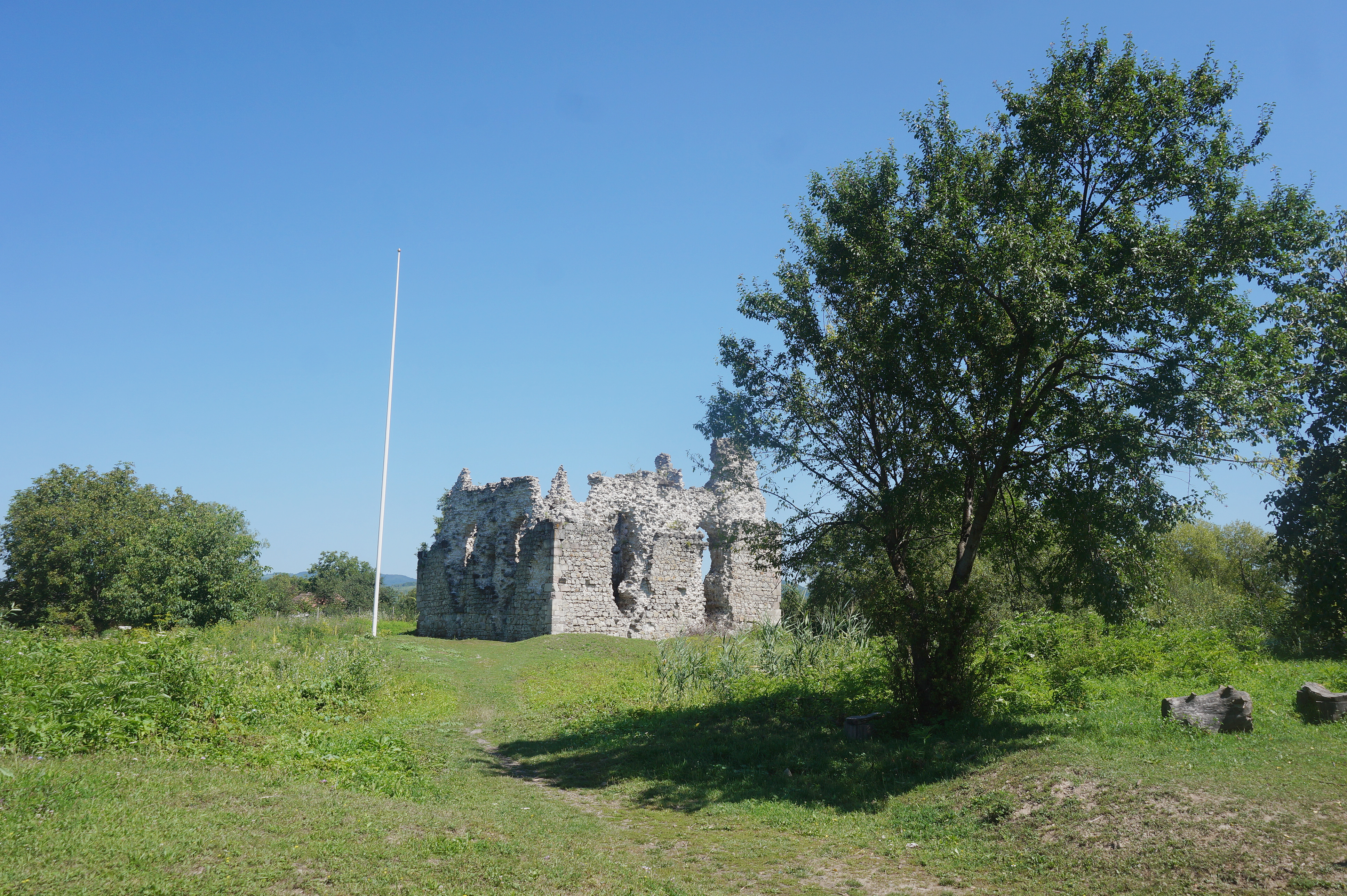
Le château de Seredne, classé[1],
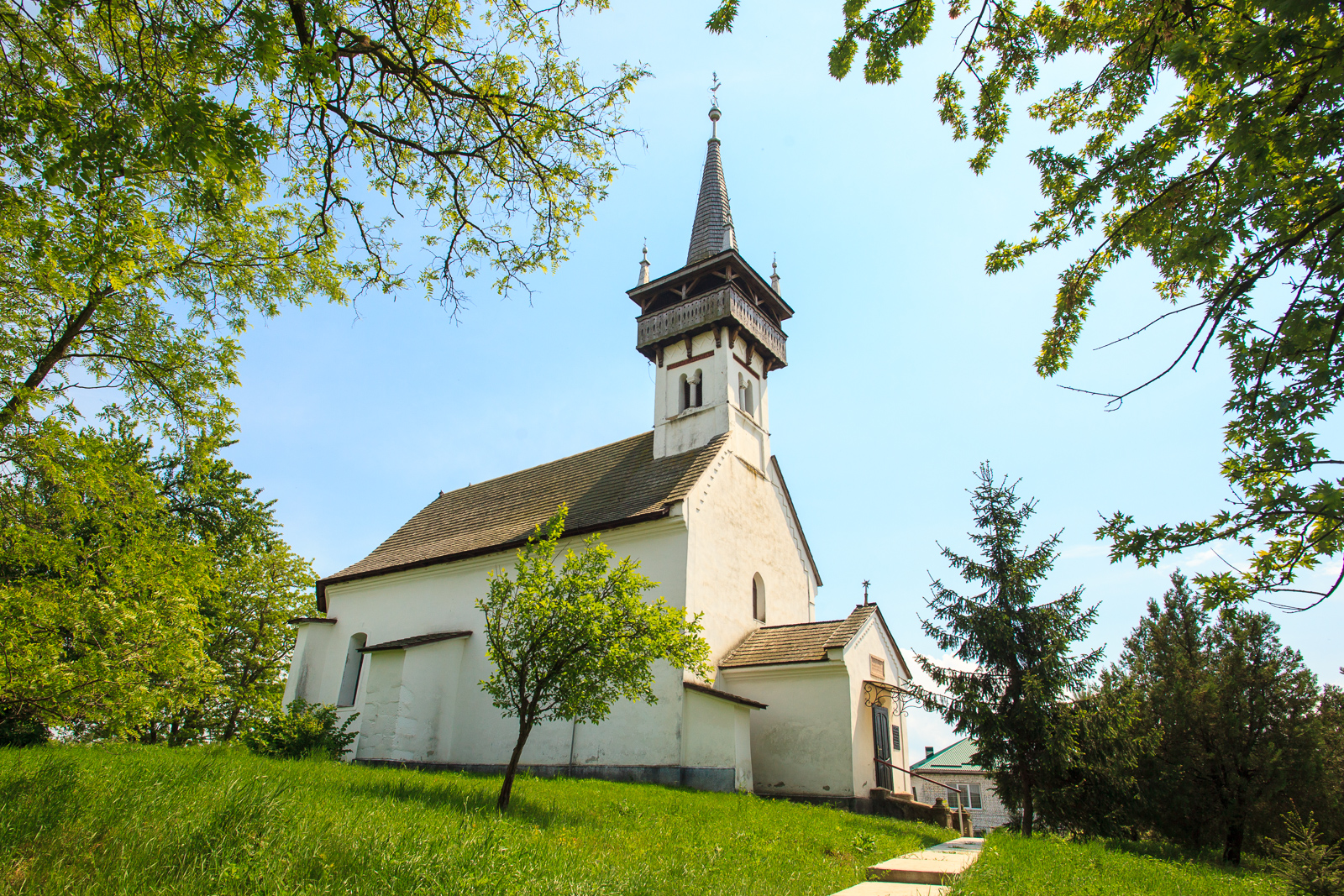
église fortifiée, classée[2] monument d'intérêt national no 1130 ;
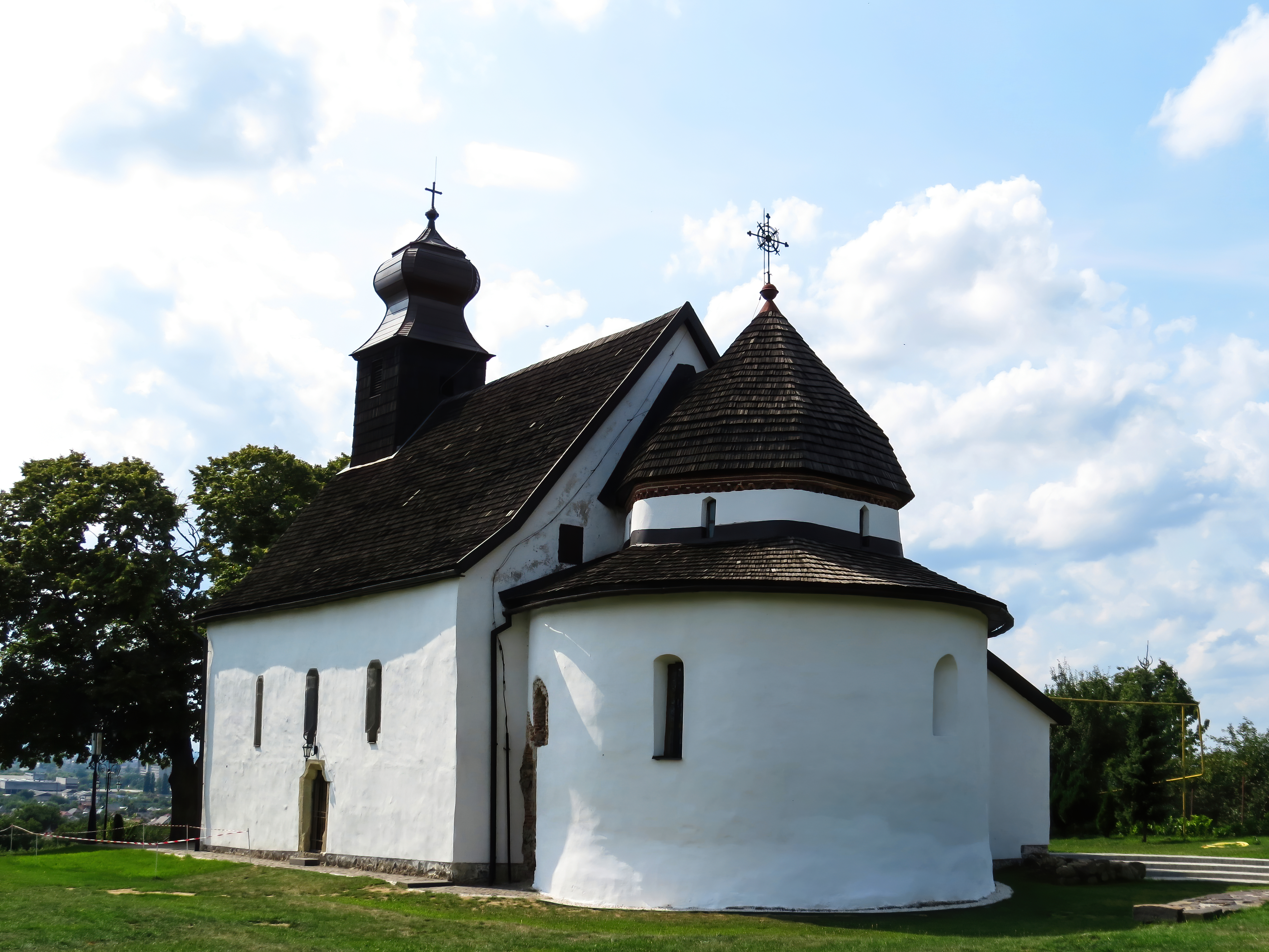
l'église sainte-Anne de Horiany, classé[3], monument d'intérêt national n°190 ;
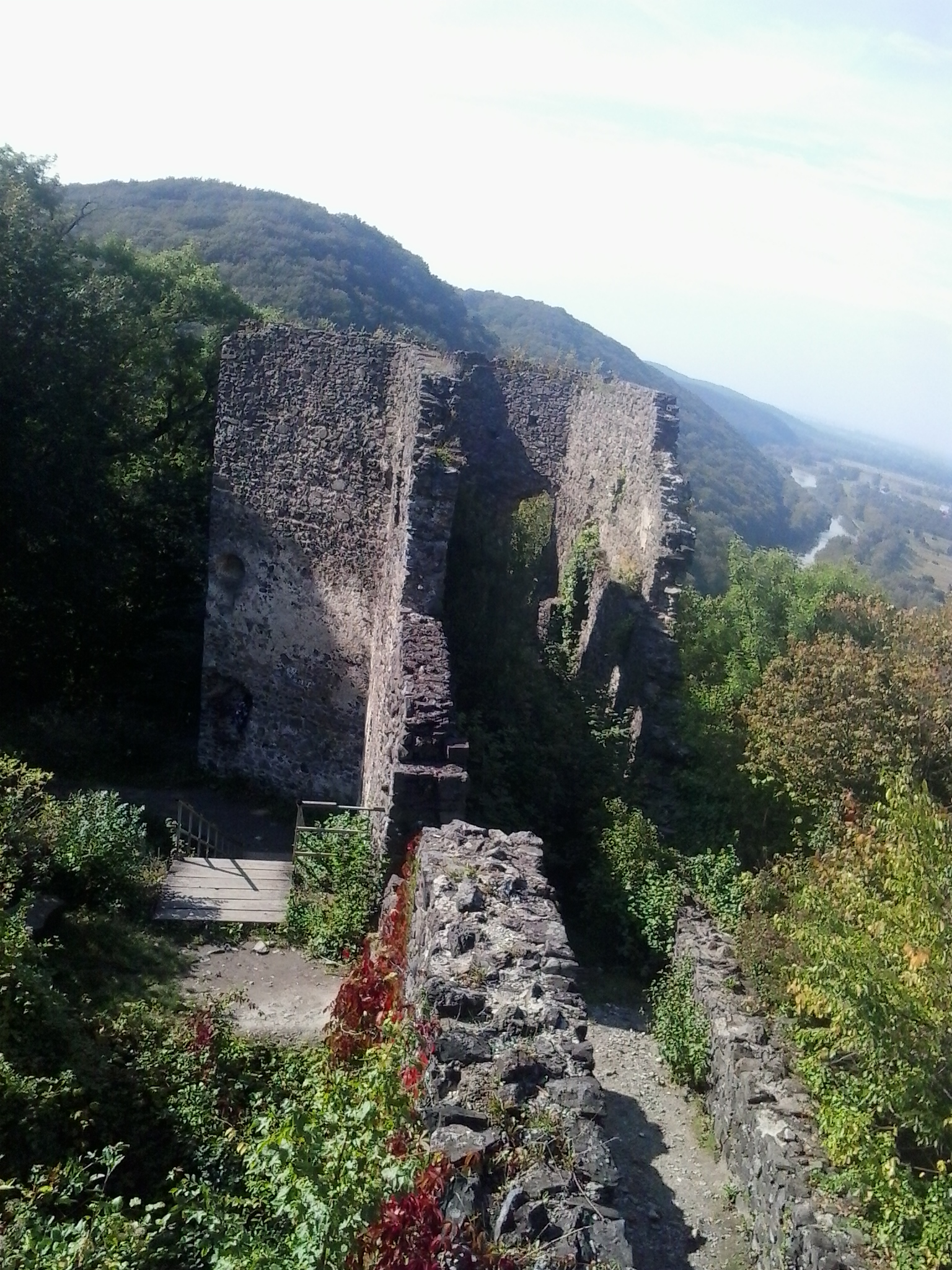
château de Nevitsky, classé[4],
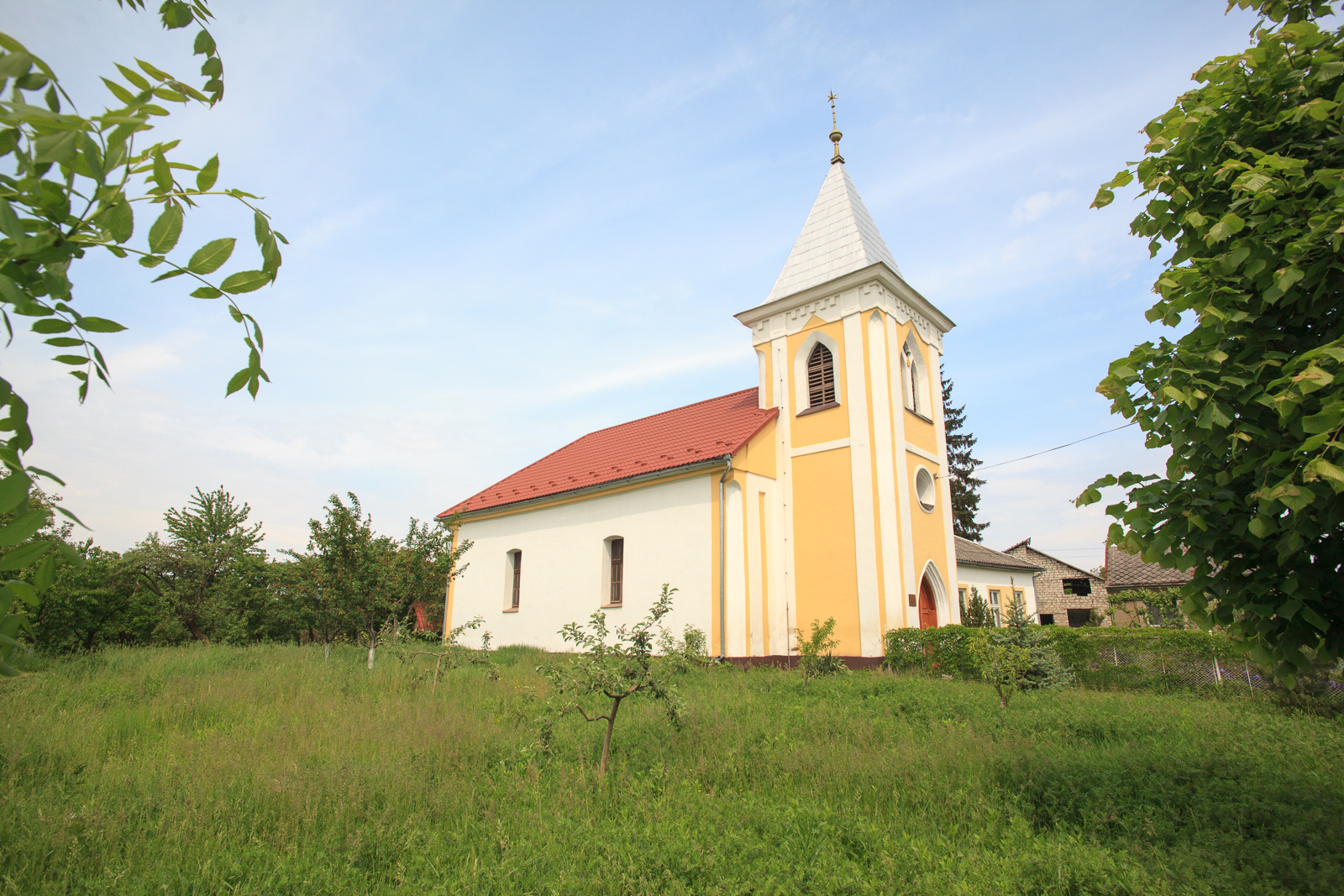
le temple de Tarnitsi, classé[5],
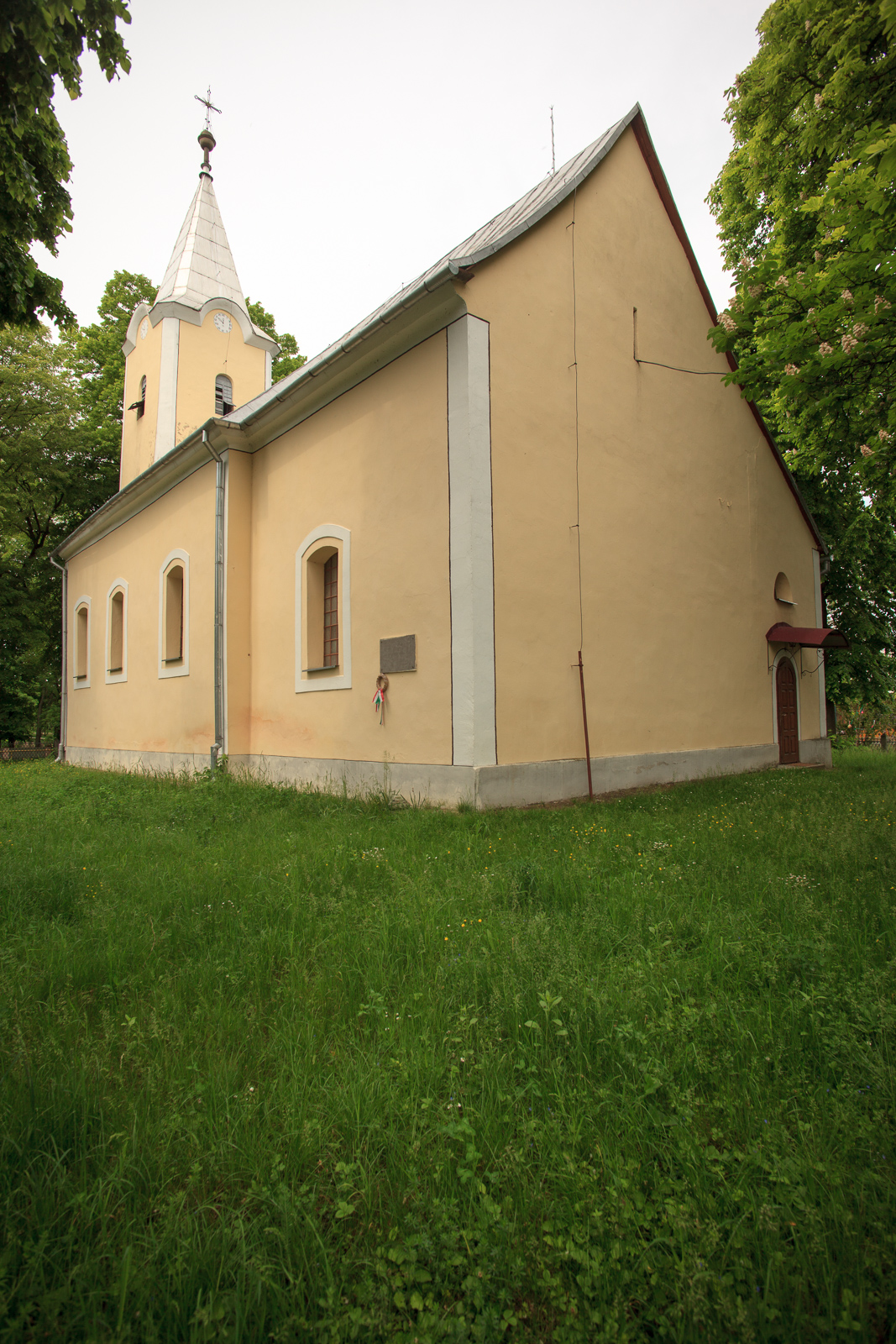
l'église de la Dormition à Chaslivtse, classée[6].